# ESV Haidbrunn-Wacker Wiener Neustadt
Der Eisenbahnersportverein Haidbrunn Wacker Wiener Neustadt ist ein österreichischer Fußballverein aus Wiener Neustadt in Niederösterreich. Der Verein zählt als  Mitglied der Gauliga Ostmark im Jahr 1939 als ehemaliger Erstligaverein, spielt aber derzeit (Saison 2014/15) unter dem Namen ESV Haidbrunn-Wacker Wiener Neustadt nur mehr in der letzten Klasse seines Bundeslandes.

## Geschichte

### Gründung und Aufstieg in die Gauliga
Wacker Wiener Neustadt wurde im Jahr 1919 gegründet und trug die Klubfarben Schwarz und Weiß. In den Anfangsjahren spielte der Eisenbahner-Sportverein in den unteren Ligen seines Bundeslandes. Den größten Erfolg feierte der Fußballklub mit dem Gewinn des Landesmeistertitels in der Saison 1937/38 vor dem Stadtrivalen 1. Wiener Neustädter SC und dem damit verbundenen Aufstieg in die Gauliga Ostmark, der damals höchsten Liga für "österreichische" Vereine. Um in der Gauliga antreten zu dürfen, mussten die Niederösterreicher auf Druck der nationalsozialistischen Machthaber ihren Vereinsnamen in Reichsbahn Wacker Wiener Neustadt ändern. In der Gauliga belegten die Wiener Neustädter in ihrer einzigen Erstliga-Saison mit nur vier Punkten aus zwei Siegen gegen Amateure Steyr (3:2) und Grazer SC (3:1) und einem Torverhältnis von 17 erzielten zu 87 erhaltenen Toren den enttäuschenden zehnten und letzten Platz und stiegen umgehend wieder in die Liga Niederdonau ab. 
Die Mannschaft in der Gauliga hatte folgendes Aussehen: 

Kintera (Tor); Scheuer, Theuerweckl (Thaler, E. Stefanitsch); Wurm, Gruber, Wölfl (Schimpl); Zierhofer, Oberleitner, Kovacs, Wograndl, Powaschnigg (Ravnihar, Grügner, Weise, W. Stefanitsch, Havelcik). 
Nach dem Abstieg kam es vermutlich zum Zusammenschluss der Reichsbahn Wacker mit anderen Eisenbahnersportvereinen zur Reichsbahn-Spielgemeinschaft Wiener Neustadt. In der Saison 1942/43 erreichte die RSG Wiener Neustadt nach einem 5:1-Erfolg über die Reichsbahn-SG Rabensburg das Finale um die Landesmeisterschaft und traf dort auf den LSV Markersdorf, der sich im Semifinale mit 3:1 über den Luftwaffen-SV Wiener Neustadt durchgesetzt hatte. Das Finalspiel sah seinen Sieger im LSV Markersdorf, der damit in die Gauliga Ost aufsteigen konnte, das genaue Spielergebnis ist jedoch heute nicht mehr bekannt. Ihr letztes Auftreten hatte die RSG Wiener Neustadt im Spieljahr 1943/44 mit dem zweiten Rang in der Liga Niederdonau hinter dem Badener AC.

### Abstieg und Fusion zum ESV Haidbrunn Wacker
Nach dem Zweiten Weltkrieg kam es zur Auflösung der Reichsbahn-SG und zur Wiedergründung des ESV Wacker. Allerdings konnten sich die Wiener Neustädter nicht mehr in den höheren Ligen etablieren und scheiterten unter anderem 1947 im Niederösterreichischen Landescup bereits in der ersten Runde an Ebenfurth. Zu Beginn der 1960er Jahre spielte der ESV Wacker in der 2. Liga Süd/Südost, zu Beginn der 1970er Jahre nur mehr in der 1. Klasse Süd. 
1972 fusionierte der Verein mit dem Stadtrivalen ASV 1927 Haidbrunn zum ESV Haidbrunn-Wacker Wiener Neustadt.  Als Klubfarben wurden mit Rot und Weiß eine Kombination aus den bisherigen Vereinsfarben der Teilvereine bestimmt. Der Fusionsverein wurde im selben Jahr in die 1. Klasse Süd aufgenommen, wo er sich bis zur Saison 1989/90 halten konnten. Durch eine Spielgemeinschaft mit Lanzenkirchen spielten die Wiener Neustädter 1993 kurzzeitig in der 2. Landesliga. Nach Lösung der Spielgemeinschaft stieg der ESV Haidbrunn-Wacker Wiener Neustadt kontinuierlich ab. 

### Der Fusionspartner ASV Haidbrunn
Der Fusionspartner wurde im Jahr 1927 als SV Schmoll Schuhpaste gegründet und trug seine Spiele in der Fischelkolonie am Huber Berg aus. Die Vereinsfarben des kurz darauf in Arbeitersportverein Haidbrunn (Stadtteil von Wiener Neustadt) umbenannten Fußballklubs waren damals Rot und Grün. Als Vereinsgründer sind heute noch die Herren Karl Hartmann sen., Walter Grundtner, Krischke, Kindl, Windisch und Rehberger bekannt. Als Arbeitersportverein musste Haidbrunn seinen Spielbetrieb von 1934 bis 1938 einstellen. Die zweite Niederlegung des Spielbetriebs erfolgte im Jahr 1944 durch die Ereignisse des Zweiten Weltkriegs. 1946 kam es erneut zur Revitalisierung des Vereins, der im niederösterreichischen Fußball aber keine große Rolle spielte.

## Wacker-Cup
Seit 2009 veranstaltet der ESV Haidbrunn Wacker Wiener Neustadt jedes Jahr den Wacker-Cup für Nachwuchsmannschaften. Der Wacker-Cup ist dabei eines der größten Hallenturniere im Nachwuchsbereich in Niederösterreich und zieht jährlich im Dezember eine große Anzahl von Teams in unterschiedlichen Altersstufen nach Wiener Neustadt. Seit 2018 findet der Wacker-Cup auch im Juni im Freien statt.

## Erfolge
- 1 × Erstliga-Teilnahme: 1939
- 1 × Niederösterreichischer Landesmeister: 1938